# Пла-и-Дениэль, Энрике
Энрике Пла-и-Дениэль (исп. Enrique Plá y Deniel; 19 декабря 1876, Барселона, Испания — 5 июля 1968, Толедо, Испания) — испанский кардинал. Епископ Авилы с 4 декабря 1918 по 28 января 1935. Епископ Саламанки с 28 января 1935 по 3 октября 1941. Архиепископ Толедо и примас Испании с 3 октября 1941 по 5 июля 1968. Кардинал-священник с 18 февраля 1946, с титулом церкви Сан-Пьетро-ин-Монторио с 22 февраля 1946.

## В кинематографе
- 2019 Пока идет война / Mientras dure la guerra. В роли Пеп Тосар.